# Scalmicauda geometrica
Scalmicauda geometrica är en fjärilsart som beskrevs av Sergius G. Kiriakoff 1969. Scalmicauda geometrica ingår i släktet Scalmicauda och familjen tandspinnare. Inga underarter finns listade.